# Cristoforo Colombo (minisèrie)
Cristoforo Colombo és una minisèrie de televisió produïda per la RAI i emesa en quatre episodis el març de 1985, dirigit per Alberto Lattuada.

## Argument
Extret de Cristoforo Colombo de Massimo Grillandi, Cristoforo Colombo: diario di bordo d’ Alberto Lattuada i Brizio Montinaro i Cristoforo Colombo nella Genova del suo tempo d'autors diversos, és un drama colossal creat a través d'una coproducció internacional.
Narra els fets relatius al navegant i cartògraf genovès abans, durant i després de la seva famosa expedició per descobrir una nova ruta navegable a les Índies.
Es parla de les pistes que Colom va trobar en la seva joventut durant els seus viatges per mar i que li van suggerir que era possible creuar l'oceà Atlàntic, i dels mapes geogràfics que va utilitzar per determinar ruta i distàncies durant el viatge d'octubre de 1492.
A continuació, narra la seva vida personal, les dones i els homes que va conèixer, els seus amors i fills, els conflictes, sovint durs i prolongats, amb els governants d'Espanya i Portugal, i en particular amb la reina Isabel I de Castella, en un intent de trobar el finançament necessari per muntar l'expedició. El director no deixa de destacar el fort caràcter de Colom i l'enemistat que es va guanyar entre els poderosos de l'època, entre ells alguns líders de l'Església Catòlica Espanyola. Tanmateix, hi ha una certa analogia a destacar amb la retòrica històrica, presentant Colom com un personatge absolutament positiu. Un dels antagonistes que assumeix el paper d'"enemic" és Martín Alonso Pinzón, el capità de la Pinta, sense tenir en compte la diferent llum en què el descriuen alguns estudiosos com Paolo Emilio Taviani.
Colom més tard va fer altres viatges al Nou Món, molt més organitzats i cars que el primer. La situació de conflicte entre Espanya i Portugal pel control d'Europa s'havia resolt, i un compromís havia permès definir qui reclamaria com a pròpia qualsevol nova terra descoberta. També gràcies a aquests acords, les flotes armades pels dos estats europeus seran cada cop més grans i permetran portar a Amèrica no només simples mariners i navegants, sinó guarnicions senceres de soldats, fusters, pagesos, cavalls i animals de tir. Els joves descendents de l'aristocràcia espanyola ('hidalgos'), a la recerca de fortuna i glòria, també s'hi van unir.
El triomf amb què va ser acollit de nou a Palos després del descobriment de noves illes més enllà de l'oceà, però, contrasta amb el trist epíleg al qual arriba la història. El navegant genovès era de fet incapaç de gestionar, com a virrei de Nova Espanya, les terres descobertes a l'estranger. Una gran personalitat a la mar, a l'hora d'organitzar i sobretot de controlar les pulsions de carrera dels que se li van acompanyar en les posteriors expedicions al nou món, va resultar un desastre. Gràcies a la decisió errònia, de gestionar millor els seus assumptes a la cort espanyola, de confiar el control de les illes descobertes al seu germà, Bartomeu, que era incapaç de suportar dignament la tasca, Colom va veure l'inexorable. esmicolar el seu consentiment als ulls dels governants.
El final del drama revela una redempció per al protagonista que ja és gran i a prop de la mort, encara que sigui d'una forma inusual: serà, de fet, el seu fill Diego, que fa temps que ha entrat en les gràcies dels governants d'Espanya gràcies. a la notorietat del seu famós pare, que reprendrà la seva via marítima per tornar a les terres descobertes anys abans, i donar prestigi al nom de la casa Colom.

## El repartiment
A part del protagonista Gabriel Byrne (Cristòfor Colom), semidesconegut a Itàlia en el moment de l'emissió, la resta dels intèrprets principals són de notable calibre i compten amb personatges americans i no americans, famós per les pel·lícules anteriors: només recordeu Oliver Reed, Faye Dunaway, Max von Sydow, Eli Wallach i els italians Rossano Brazzi, Raf Vallone, Massimo Girotti i Virna Lisi. Òbviament la forta atracció la van formar els coprotagonistes nord-americans, que haurien d'haver donat prestigi a la producció, ja de considerable importància en termes de mitjans i compromís.

## Producció
El rodatge es va dur a terme principalment en ubicacions més properes a les originals per obtenir millors resultats estilístics i d'ambientació. República Dominicana, Malta i Espanya van ser els llocs del drama.
Despesa considerable de recursos per a la construcció a gran escala de les tres caravel·les que formaven la flota que va sortir de Palos cap a les Índies.

## Curiositats
En el mateix període d'emissió del drama i durant les setmanes següents, es van posar a la venda una sèrie de llibrets editats per ERI als supermercats del grup Standa i Euromercato: 8 amb la història explicada al drama (amb textos d'Alessio Camusso, extrets lliurement de l'obra de Lattuada) i imatges extretes del mateix; 4 altres de caràcter més històric amb detalls de l'època de Colom, coneixements i eines de navegació, productes descoberts al Nou Món.
La música que sona durant els crèdits finals del drama està escrita, com totes les altres, pel conegut compositor Riz Ortolani i la canta el tenor Plácido Domingo.